# 파이팅! 대운동회
《파이팅! 대운동회》(일본어: バトルアスリーテス 大運動会, 영어: Battle Athletes Victory, 배틀 아틀리스 빅토리)는 AIC 스튜디오가 제작하고 OVA로 출시되었다가 나중에 1997년에 TV 도쿄를 통해 애니메이션 TV 시리즈로 방영된 일본의 애니메이션 시리즈이다. OVA 시리즈와 TV 애니메이션 간의 상호 연계는 없다.
2020년 7월에는 신작 애니메이션 기획의 일환으로서 타카토 루이가 만든 만화 "배틀 아틀리스 대운동회 ReSTART!"의 연재가 지츠쿄노 니혼샤의 웹 코믹 착신 사이트, 'COMIC 류엘 & COMIC 쟈르단'에서 개시된다. 애니메이션은 2021년 4월부터 6월까지 TV 아사히에서 방영되었다.

## 방영

### TV 시리즈
TV 애니메이션의 경우 모두 26화로 이루어져 있다. 일본에서는 1997년 10월 3일부터 1998년 3월 27일까지 방영되었다. 대한민국에서는 SBS, 투니버스를 통해 1998년 6월 24일부터 8월 6일까지 방영되었다. 미국에서는 제네온 유니버설 엔터테인먼트 라이선스를 통해 "Battle Athletes Victory"라는 이름으로 1997년 10월 3일부터 1998년 3월 27일까지 방영되었다.
완전 제작 애니메이션인 "배틀 아틀리스 대운동회 ReSTART!"가 2021년 4월부터 방영될 예정이다.

### OVA 시리즈
OVA 시리즈의 경우 모두 6화로 이루어져 있다. 대한민국에서는 OVA 시리즈의 경우 투니버스를 통해 방영되었다. 미국에서는 제네온 유니버설 엔터테인먼트 라이선스를 통해 Battle Athletes라는 이름으로 1997년 5월 25일부터 1998년 6월 25일까지 방영되었다.

## 등장인물

### 주요 인물
- 칸자키 아카리

- 타냐 나티피탓드

- 크리스 크리스토퍼

- 안나 레스피기

- 라리 펠드난드

- 제시 거트랜드

- 미도 토모에

### OVA 시리즈
- 미란다 아커 발터

- 그랜 올드만(성우 - 김관철)(대학위성의 교장.)
- 조안 우(성우 - 오리카사 아이 / 김나연)(대학위성의 여자 교관.)
- 제라드 팩스톤

성우 - 아오노 타케시
남자 대학위성의 교장으로 남학교와 여학교의 친선경기 칠석제에 승리해서 여학교의 교장이 되려고 하지만 번번히 패배한다. 이번에는 작전을 세워서 남자들끼리 사귀는 게이와 여장남자(안나 레스피기)를 대표선수로 뽑아 도전하지만 또 다시 패배하는 바람에 남자 대학위성의 교장으로 남게 된다.

### TV 시리즈
TV 시리즈는 6화의 OVA 시리즈의 후속이 아니다. TV 시리즈에서만 등장하는 인물 목록이다.
- 야나기다 이치노

- 이치마츠, 신지훈

성우 - 후지이 아사코 / 송덕희
야나기다 이치노의 남동생으로 최종시험 트라이애슬론에서 경기를 포기하려는 아카리에게 용기를 주고 그의 첫키스를 뺐아간 장본인.
- 아이라 베페라스카 로스노프스키

- 왕링화

- 카라시마 유미카, 유미향(성우 - 오리카사 아이 / 송덕희)

4961년 8월 2일 일본의 치바 출신으로 남극 훈련 학교의 보건 선생님. 혼자서 학생의 치료, 건강 관리, 구호 활동을 담당한다. 초운동회편에서도 후보 선수들의 치료를 해주고 건강을 관리하는 인물.
- 미스터 미라클

- 바네사(성우 - 타무라 유카리)(제시가 자퇴하고 타냐 팀에 보충요원으로 들어온 선수로 마샬(왕 린파)은 계속 보충요원이라고 부른다. 자신이 보충요원이라는 소리를 듣기 싫어한다.)
- 네리리 여왕(성우 - 송덕희)(네리리 성인의 여왕.)